# Northwood (métro de Londres)
Pour les articles homonymes, voir Northwood.
Northwood est une station de la Metropolitan line, du métro de Londres, en zone 6. Elle est située à Northwood dans le Borough londonien de Hillingdon.

## Histoire
La station est mise en service le 1er septembre 1887.

## À proximité
- Northwood